# Zwickau Hauptbahnhof
Zwickau Hauptbahnhof – stacja kolejowa w Zwickau, w kraju związkowym Saksonia, w Niemczech. Znajdują się tu 4 perony.